# ミートボール (映画)
『ミートボール』（原題：Meatballs）は、1979年制作のカナダのコメディ映画。アイヴァン・ライトマン監督、ビル・マーレイ主演で、彼のデビュー作である。

## あらすじ
ある年の夏、キャンプ場でカウンセラーとして働いているトリッパーは、同僚の女性カウンセラーのロクサーヌを口説き落とそうと奮闘するが、サマーキャンプでやって来た林間学校の子供たちをも巻き込んで様々な騒動を引き起こしてしまう。

## キャスト
- トリッパー：ビル・マーレイ
- モーティ：ハーヴェイ・アトキン
- ロクサーヌ：ケイト・リンチ
- ルディ：クリス・メイクピース
- A・L：クリスティーヌ・デ・ベル
- クロケット：ラス・バナム
- ジャック・ブラム
- キース・ナイト
- ハードウェア：マット・クレイヴン
- シンディ・ガーリング
- サラ・トーゴフ
- トッド・ホフマン